# Altichiero (Padova)
Altichiero è un rione di Padova. Amministrativamente appartiene al Quartiere 6 Ovest della città, di cui occupa la porzione nord-ovest del territorio. È anche detto (soprattutto dai più anziani) Altichiero Croce, con allusione ad un'antica croce che risalirebbe ai primissimi evangelizzatori della landa.
È di fatto incanalato tra la ferrovia che unisce il capoluogo euganeo a Calalzo (limite est) ed il "nuovo" tracciato dell'ex Statale "Valsugana" (limite ovest). Il fiume Brenta lo separa dal Comune di Vigodarzere, vicinissimo in linea d'aria.
Non sono disponibili (per ovvie ragioni organizzativo-anagrafiche) dati demografici specifici su Altichiero, ma è sempre possibile far riferimento ai dati del "quartiere amministrativo", peraltro reperibili sulla voce principale indicata in proemio.
Si tratta di un tipico agglomerato urbano, evolutosi da un contesto eminentemente agrario ad un necessitato ruolo "sub-residenziale", determinato dall'obiettiva vicinanza con il capoluogo comunale, e dall'ovvia saturazione degli spazi edificabili presto raggiunta dalla città, caratterizzata da un impianto urbanistico sostanzialmente medievale.

## Storia
Il toponimo compare in un documento dell'imperatore Berengario I (per quanto se ne sappia) non prima del 20 aprile 918, nella forma Autikeria o Altikeria. Questa seconda dicitura è confermata in uno scritto del vescovo Ildeberto  in occasione del sinodo padovano svoltosi nel 964.
Secondo lo storico ecclesiastico Monsignor Bellinati, Altichiero deriverebbe da karitz, il termine con cui i longobardi designavano un'erba palustre. Il prefisso alt (che anche nella lingua tedesca significa "antico") presupporrebbe dunque una maggior anzianità di Altichiero rispetto al confinante abitato di Vigodarzere, ossia Vico (paese) dell'argine, verosimilmente costruito in epoca successiva a quella in cui Altichiero era un'antica (Alt) estensione di erba palustre (karitz).
Queste le ipotesi. È invece un dato di fatto che l'antica Chiesa di Sant'Eufemia esistesse (come già detto), quanto meno nel 918, e secondo alcune fonti addirittura poco dopo il Sinodo di Grado, ovvero verso il 579.

## Galleria d'immagini

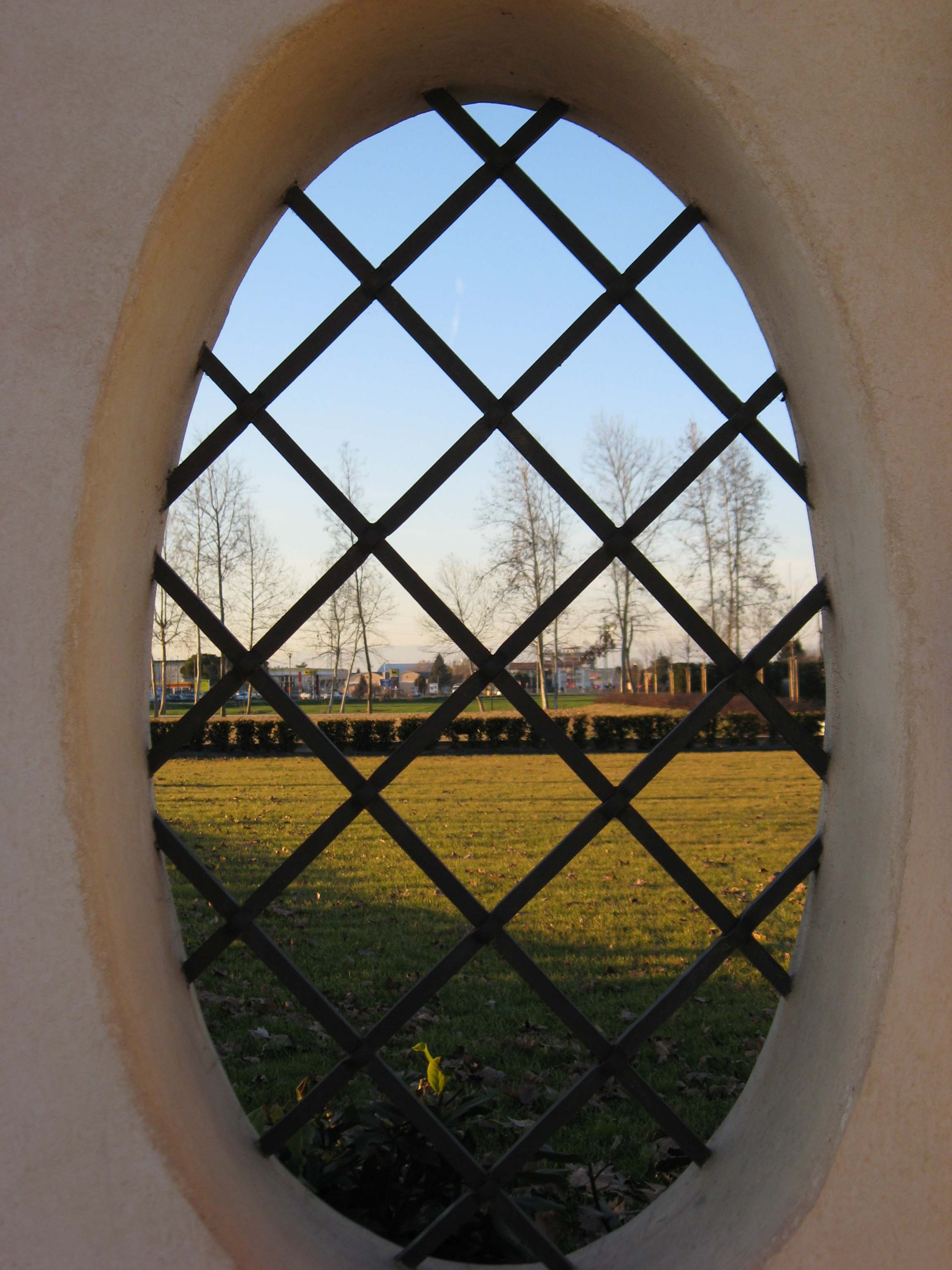
Altichiero confina a nord con Limena, qui in un'insolita visuale
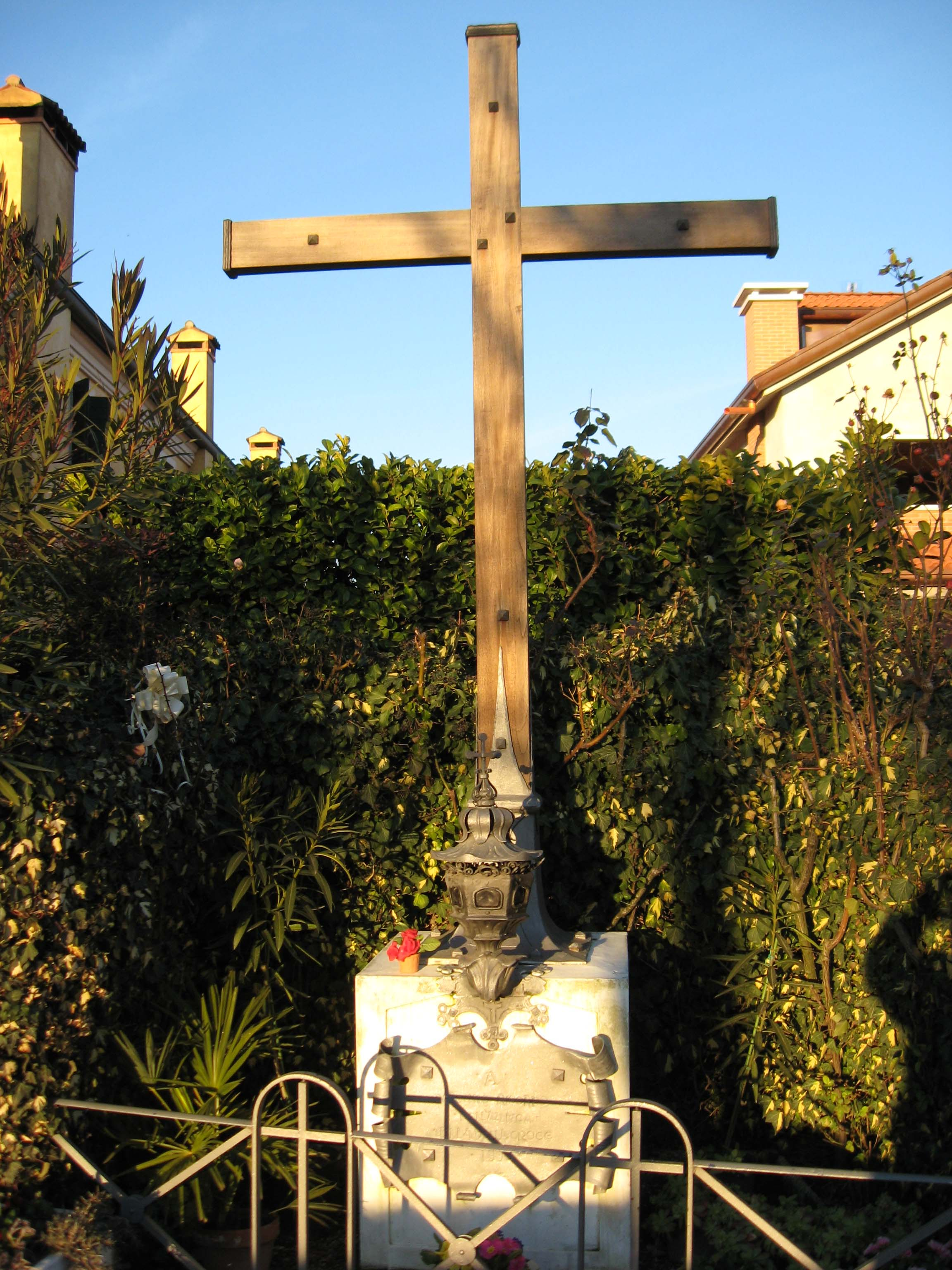
La venerata antica Croce di Altichiero
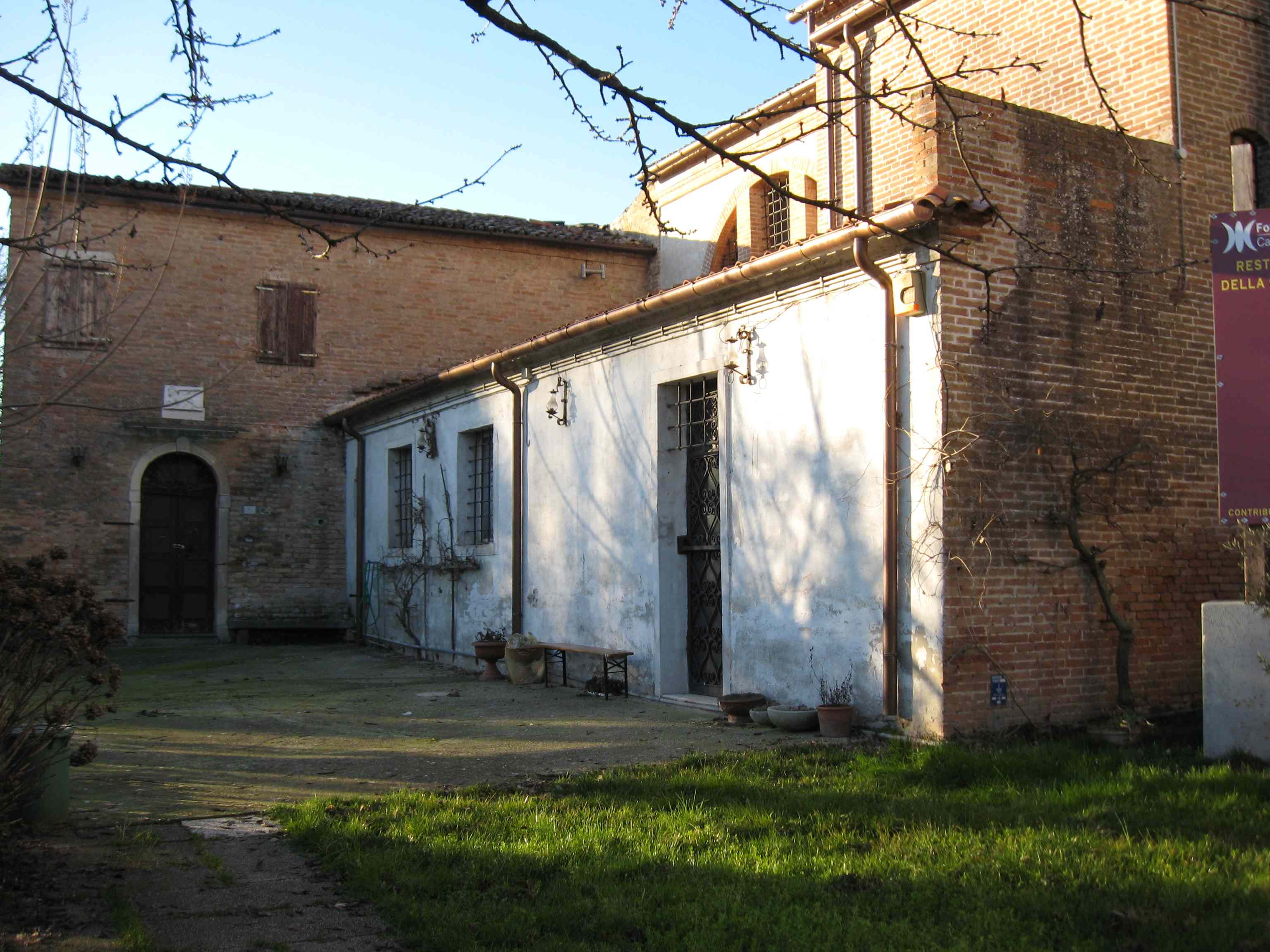
Pertinenze di S. Eufemia
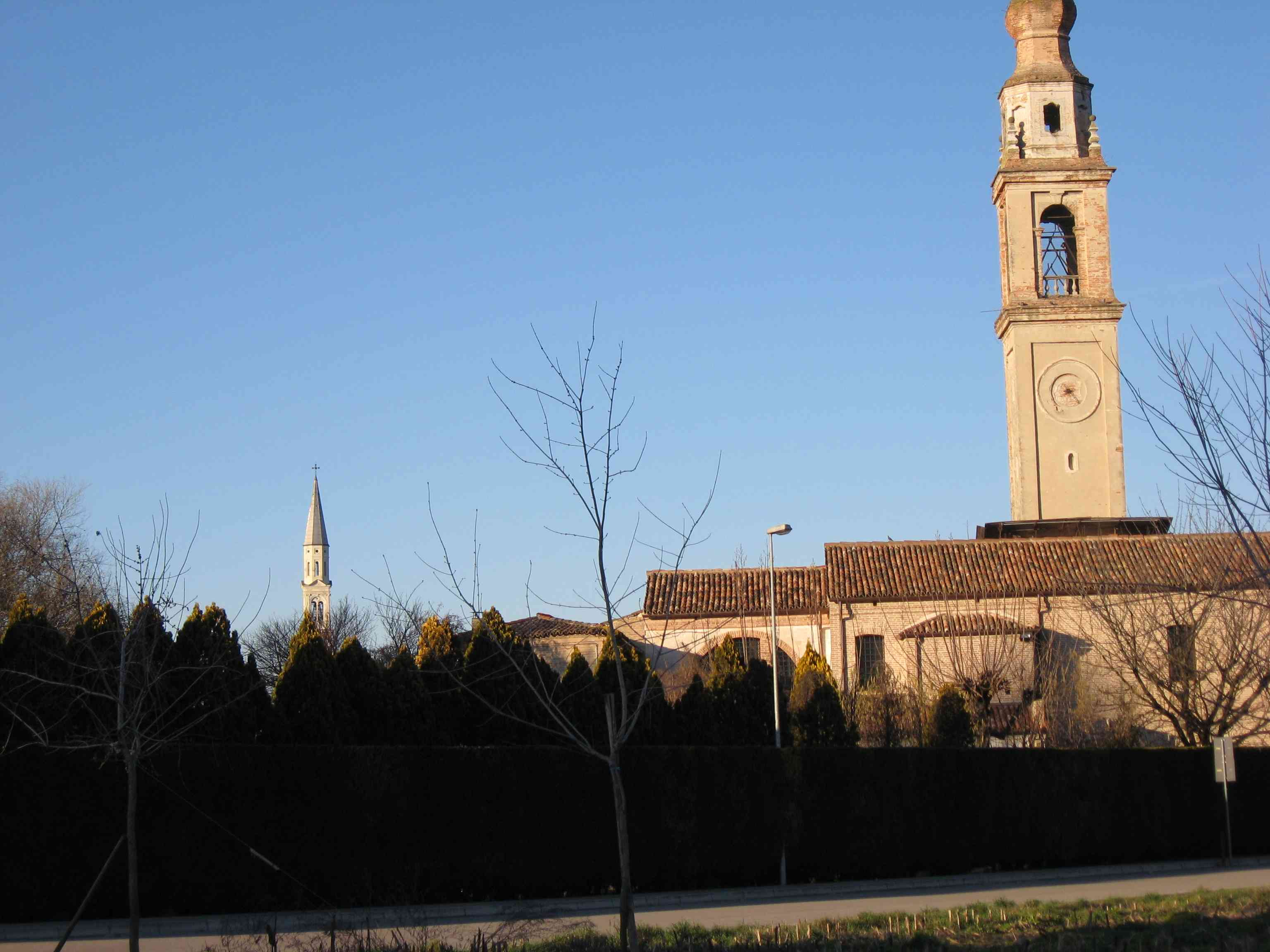
Un "campo lungo" da cui si apprezza la vicinanza con Vigodarzere (campanile a sinistra con cuspide argentata)
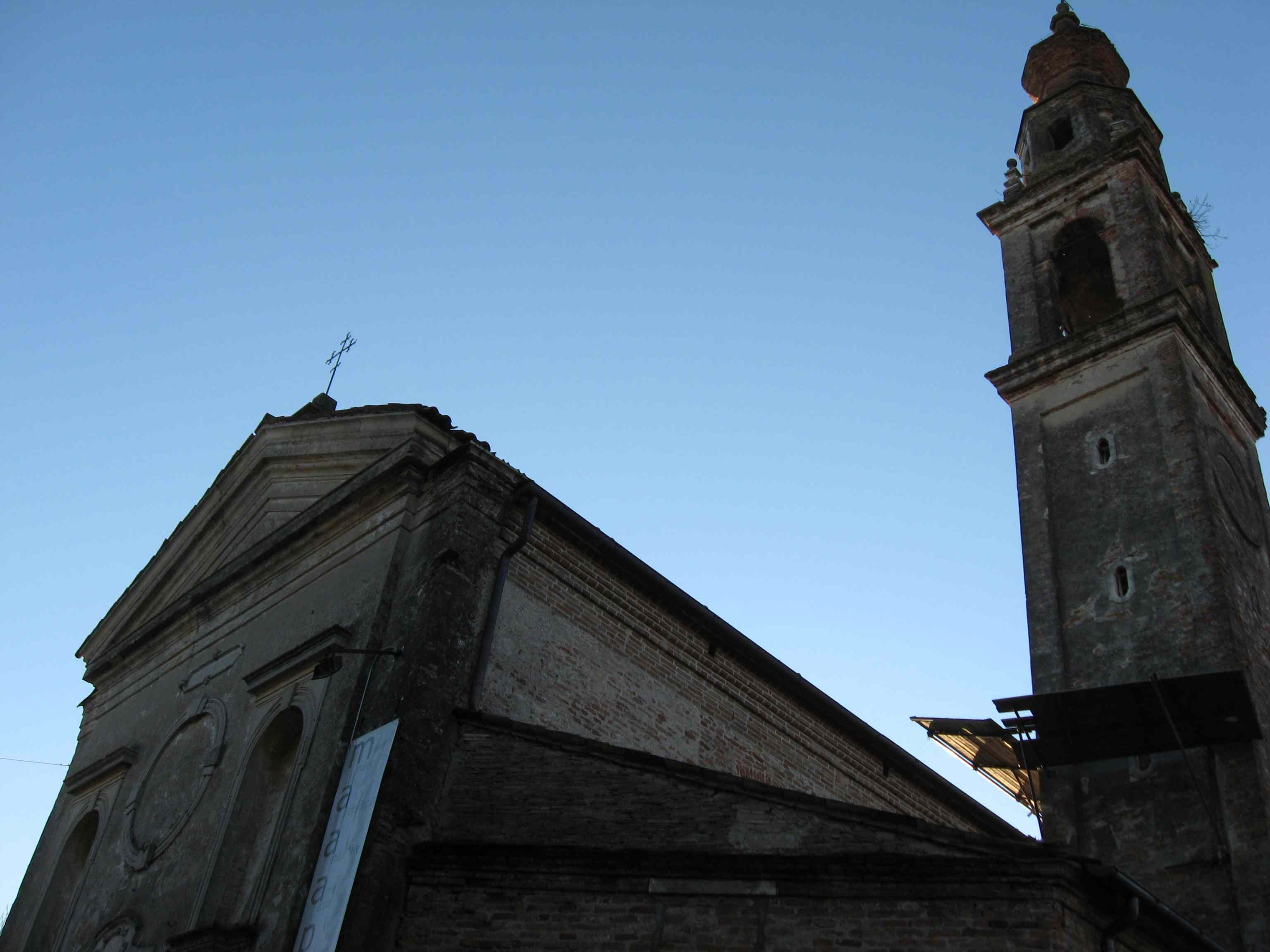
Veduta di tre quarti-anteriore
Portale

## Tipologie architettoniche

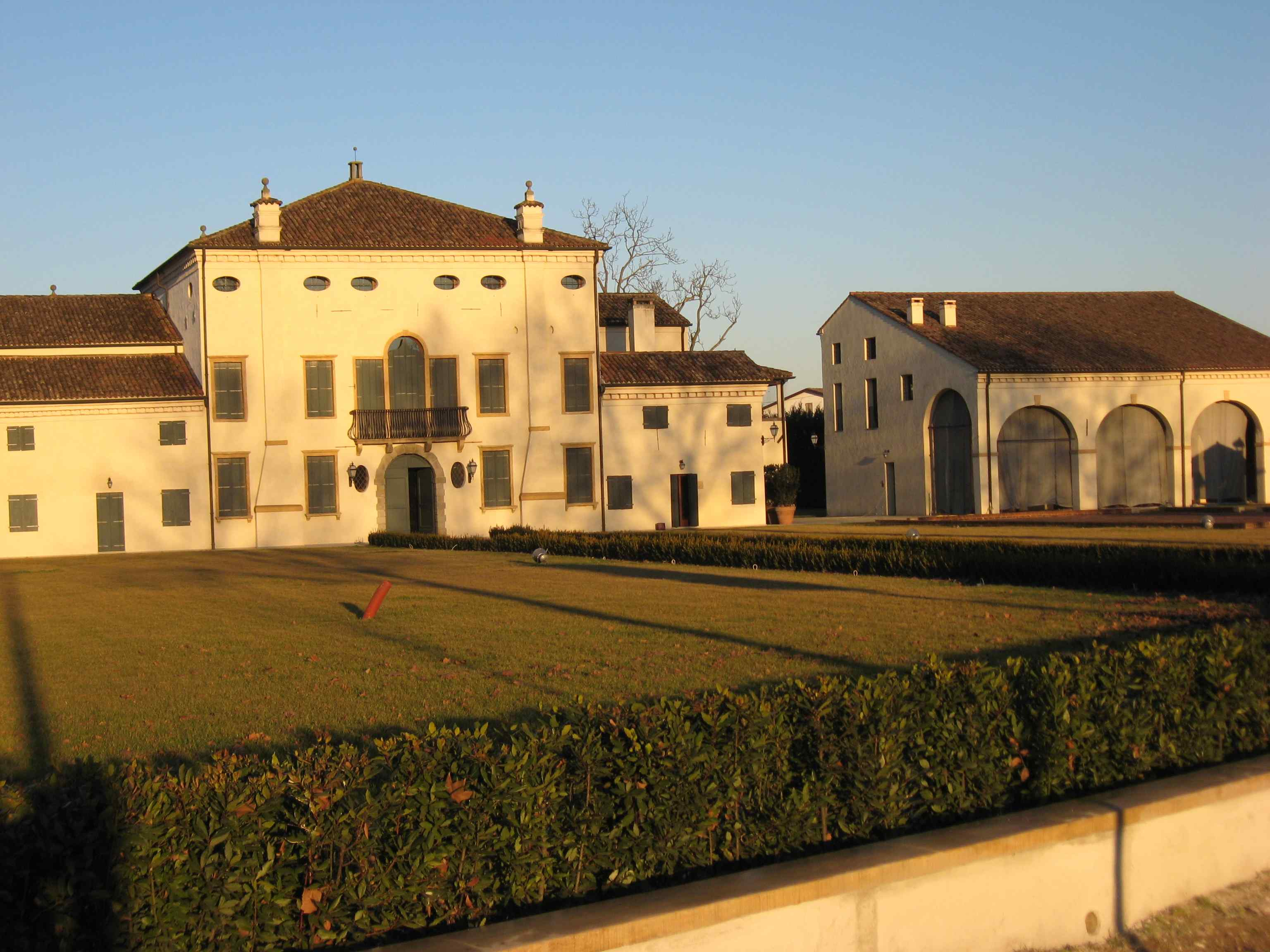
Villa Zaguri, al termine di via Altichiero, delimitata dall'argine
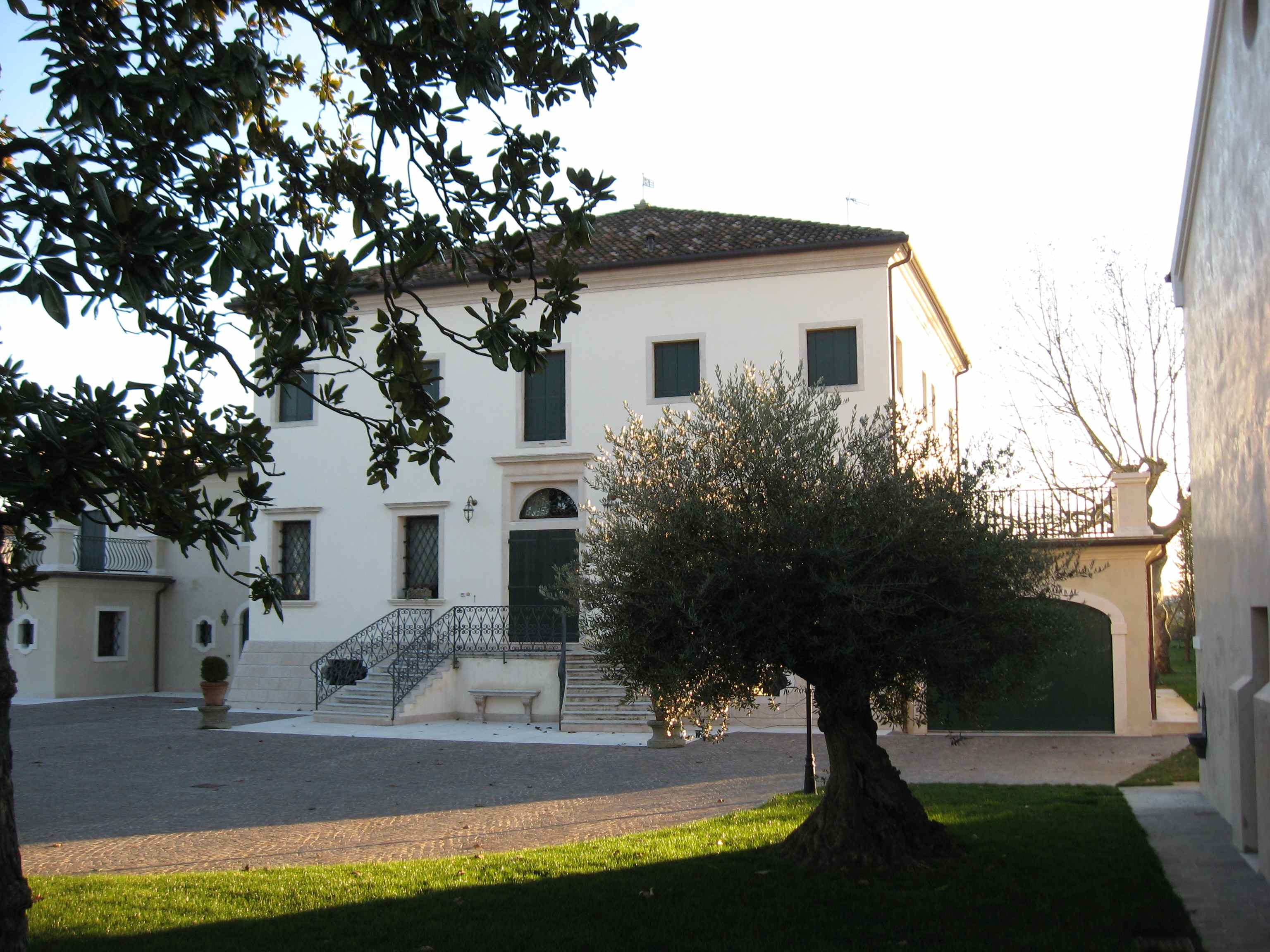
Villa in prossimità del capolinea autofiloviario
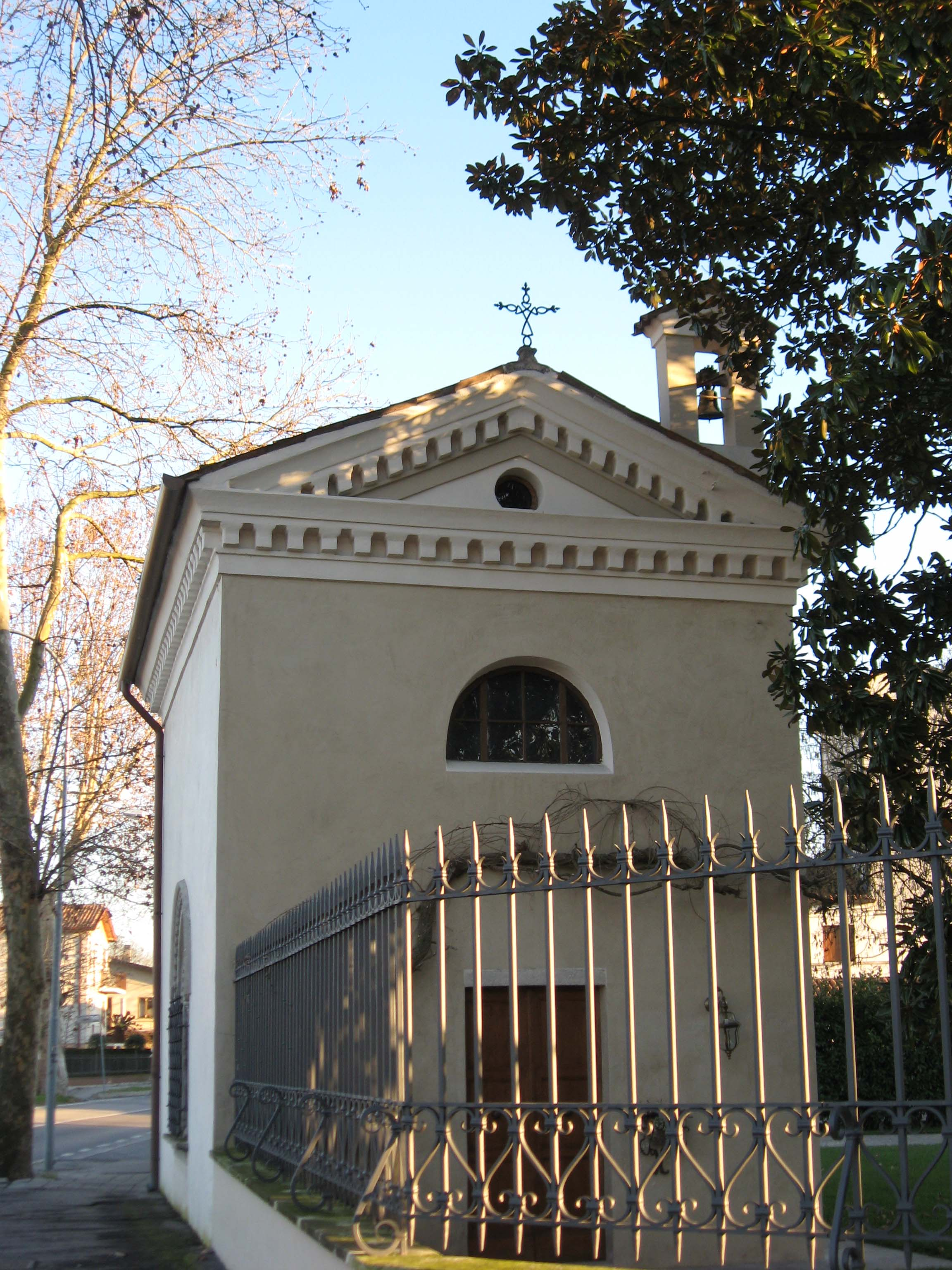
Cappella nobiliare annessa alla villa qui a sinistra
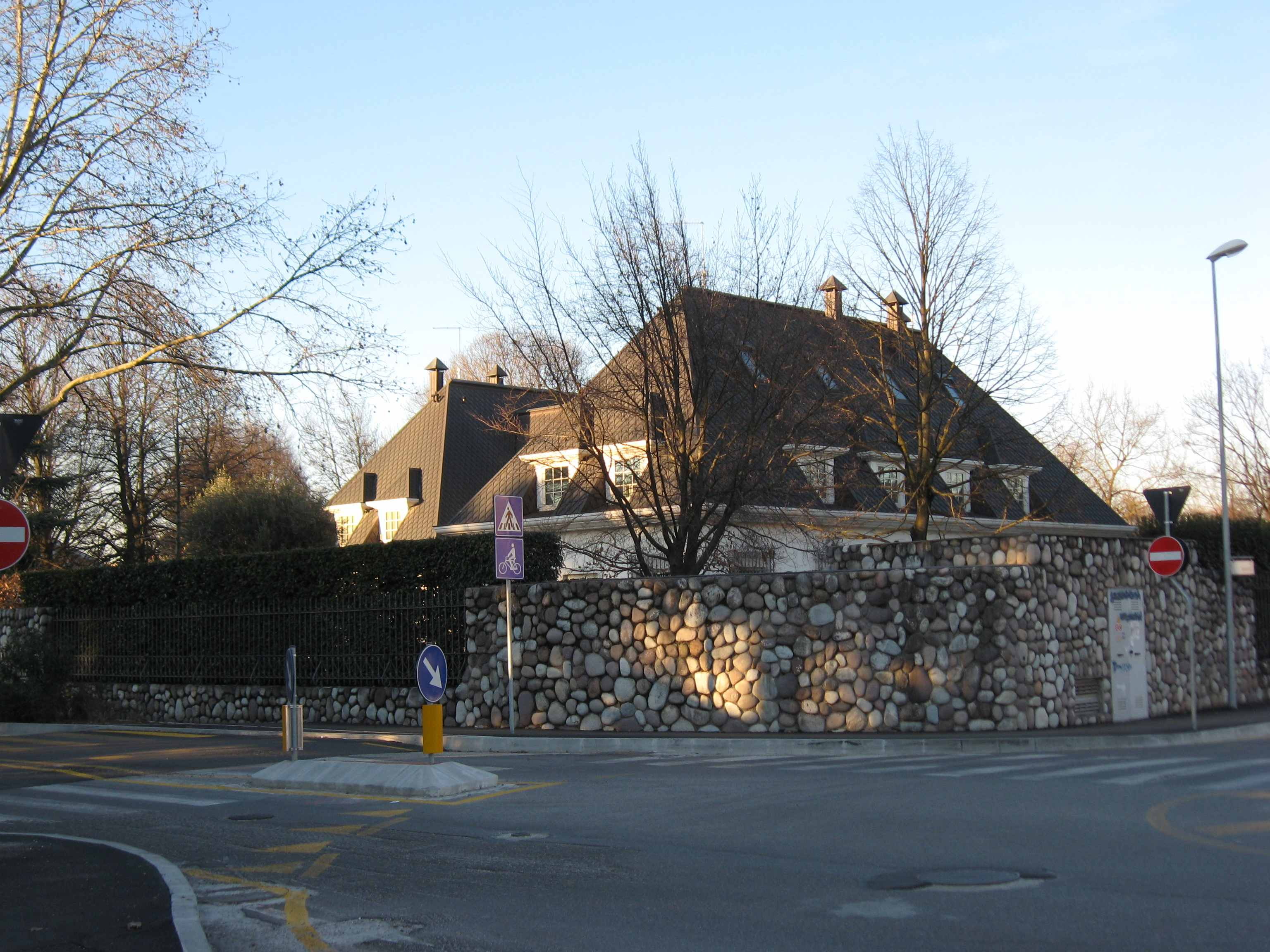
Villa